# Quatuors à cordes op. 33 de Joseph Haydn
Les Quatuors op. 33 sont un cycle de quatuors à cordes de Joseph Haydn, écrits  entre juin et novembre 1781.
Haydn a écrit intégralement 68 quatuors à cordes. Les quatuors de l'opus 33, au nombre de six, ont été écrits neuf ans après ceux de l'opus 20 (1772) et quatre ans avant l'opus 42 (1785). Moins connus que d'autres, ils ont cependant une grande importance dans l'histoire de la musique puisqu'ils ont inspiré les célèbres Quatuors dédiés à Haydn de Wolfgang Amadeus Mozart.
Ils comportent tous, depuis son op. 9, quatre mouvements, le second ou le troisième étant un scherzo remplaçant le traditionnel menuet, plus lent.
Ces quatuors sont aussi appelés Quatuors russes, dédicace au grand-duc Paul dans l'édition de la collection complète des quatuors de Haydn parue chez Artaria, Quatuors Gli Scherzi en raison de l'appellation scherzo des mouvements en place du menuet ou encore Quatuors des jeunes Filles en référence au frontispice de l'édition Hummel de 1781.

## Contexte
Désireux de proposer ses quatuors par souscription, Joseph Haydn diffuse en décembre 1781 des lettres-circulaires dans lesquelles il écrit « ces quatuors sont d'un genre tout à fait nouveau et particulier, car je n'en ai pas écrit depuis 10 ans ».
Les musicologues sont partagés sur le sens à donner à cette affirmation. Adolf Sandberger est le premier à mettre l'accent sur un nouveau traitement du contrepoint dans le travail thématique. Il est suivi en cela par Karl Geiringer et Charles Rosen. En revanche, Donald Tovey, Jens Peter Larsen, Friedrich Blume, Orin Moe Jr., James Webster et Robbins Landon mettent l'accent sur la nouveauté d'inspiration plus que sur la technique de composition, déjà maîtrisée selon eux. Avec quelques nuances, ils penchent plutôt pour une attitude publicitaire. D'autres enfin soulignent l'évolution stylistique faisant de l'opus 33 un véritable acte de naissance du quatuor classique. C'est l'opinion de Lazlo Somfai, et à un degré moindre de Robert Sondheimer, Ludwig Finscher et Marc Vignal,.

## Quatuor en si mineur op. 33no1
1. Allegro moderato
2. Scherzo, allegro di molto
3. Andante
4. Finale. Presto

### Allegro moderato
Le début du mouvement est tonalement ambigu par la présence simultanée d'un la naturel au violoncelle et d'un la dièse aux trois autres instruments. Répétée en crescendo, l'ambiguïté n'est levée qu'à la 11e mesure par l'affirmation forte de la tonalité en si mineur. De plus au cours des mesures 3 et 4, la mélodie passe insensiblement du violoncelle au violon, les deux instruments permutant en même temps la fonction d'accompagnement. Charles Rosen y voit l'acte de naissance du contrepoint classique.

### Scherzo, allegro di molto
Le scherzando en si mineur et le trio en si majeur proposent des thèmes apparentés.

### Andante
Mouvement lent en ré majeur à 6/8 de forme sonate

### Finale. Presto
De forme également sonate, le final affirme violemment le si mineur

## Quatuor en mi bémol majeur op. 33no2
Il porte le nom de La plaisanterie en référence aux nombreux glissandi du scherzo, ainsi qu'au final Presto entrecoupé de nombreuses pauses et se terminant en suspension.
1. Allegro moderato
2. Scherzo allegro
3. Largo e sostenuto
4. Finale. Presto

## Quatuor en do majeur op. 33no3
Il porte le nom traditionnel de L'oiseau, même si ce nom n'a pas été donné par le musicien lui-même : on y entend le chant du coucou dans le mouvement final.
1. Allegro moderato
2. Scherzo allegretto
3. Adagio ma non troppo
4. Rondo. Presto

## Quatuor en si bémol majeur op. 33no4
1. Allegro moderato
2. Scherzo allegretto
3. Largo
4. Presto

## Quatuor en sol majeur op. 33no5
Surnommé Comment allez-vous ?
1. Vivace assai
2. Largo e cantabile
3. Scherzo, allegro
4. Finale. Allegretto

N. B. Dans l’édition d’Amsterdam de Schmitt le mouvement lent (Largo) vient en 3e position (le Scherzo étant alors en seconde position), certains interprètes, comme le London Haydn Quartet, suivent cet agencement.

## Quatuor en ré majeur op. 33no6
1. Vivace assai
2. Andante
3. Scherzo, allegretto
4. Finale. Allegretto

N. B. Dans l’édition d’Amsterdam de Schmitt le mouvement lent vient en 3e position (le Scherzo étant alors en seconde position), certains interprètes, comme le London Haydn Quartet, suivent cet agencement.